# بستيني كازادي
بستيني كازادي ديتابالا (بالفرنسية: Bestine Kazadi)‏ (من مواليد عام 1963 في بلجيكا) هي كاتبة كونغولية.

## حياتها
وُلدت بستيني في بلجيكا، وتخرجت وهي أم لابنة وُلدت في عام 1998 بدرجة ماجستير في القانون وعملت كمحامية تمارس عملها في كينشاسا ومنسقة برنامج الدراسات الكونغولية (FRP).
نشرت بستيني في نوفمبر 2006 مجموعة من 36 قصيدة بعنوان كلمات كونغولية للألم، والتي أكسبتها جائزة حفل التقديم في فندق جراند كينشاسا مع وزير الثقافة والفنون فليمون موكندي.
تعتبر بستيني أول امرأة تتولى رئاسة نادي الروتاري كنشاسا في جمهورية الكونغو الديمقراطية، وكذلك أول امرأة «متبرعة رئيسية» في جمهورية الكونغو الديمقراطية للبرنامج العالمي «لشلل الأطفال». حصلت بستيني عل ماجيستير العلوم الاجتماعية والقانون، وتمارس عملها كمحامية، كما تم قبولها في نقابة المحامين في كينشاسا.
قامت بستيني بنشر قصائد شعرية: «كلمات الكونغو الشريرة طبعات دار هارتمان للنشر L'Harmattan في عام 2006، والمرأة الخالدة في عام 2009 كما كتبت في مجموعة شارك بها ستة كتاب كونغوليين،» كينشاسا الجديدة "، و''مسارالحياة "في عام 2008 التي تُرجمت إلى الفرنسية. تشغل بستيني منصب رئيسة شبكة المجتمع المدني الكونغولي، وهي منظمة تهدف إلى توحيد جميع النساء: «قيادة المرأة الكونغولية ومشاركتها في صنع القرار والقوة».
ألّفت بستيني كتاب «ترنيمة النساء الدوليات من أجل السلام» الذي ألّفت كلماته وسجلها عازف شاب يُسمى روزين نغاندو. أرادت بستيني من خلال هذه الأغنية الغنائية أن ترمز إلى النضال من أجل السلام. وفي أكتوبر 2010، خلال الافتتاح الرسمي للمسيرة العالمية الثالثة إلى بوكافو في كيفو الجنوبية حيث سار 40 وفداً من النساء حول العالم مع النساء الكونغوليات يداً بيد من أجل تحقيق السلام في جمهورية الكونغو الديمقراطية. قدمت بستيني ترتيلة لها: «كهدية لجمهورية الكونغو الديمقراطية في العالم لتبادل هدفه المثالي للسلام والوحدة والتضامن...»

## أعمالها
- كلمات كونغولية للألم، طبعات دار هارتمان للنشر L'Harmattan في عام 2006.[4]
- المرأة الخالدة في عام 2009.[5]

## روابط خارجية
- www.socifec-rdc.org
- http://www.africa24tv.com/fr/entre-les-lignes-bestine-kazadi-republique-democratique-du-congo
- http://www.voicesofyouth.org/en/posts/merveille-avec-bestine-kazadi--avocate--presidente-de-la-socifec